# Municipio de Gómez Farías (Tamaulipas)
El municipio de Gómez Farías es uno de los 43 municipios que constituyen el estado mexicano de Tamaulipas. Su cabecera municipal es Gómez Farías y su localidad más poblada es Loma Alta.

## Localización
El municipio de Gómez Farías se localiza en la porción media del Estado de Tamaulipas, en la zona de las montañas, sobre la cuenca hidrológica y las tierras del río Guayalejo. Colinda al norte con el municipio de Llera; al sur con el del Mante; al este con el de Xicotencatl y al oeste con el de Ocampo.  Su extensión territorial es de 432.57 kilómetros cuadrados, sus coordenadas son 22°42′32″ de latitud norte y los 0°30′43″ de longitud oeste, situado a una altitud de 350 metros sobre el nivel del mar. Actualmente gobernado por el presidente Frank de León.

## Localidades
De las 115 localidades que integran el municipio de Gómez Farías, son consideradas entre las más importantes:
| Ciudad/Pueblo     | Habitantes |
| ----------------- | ---------- |
| Gómez Farías      | 1762       |
| Loma Alta         | 2 137      |
| Valle del Ovni    | 41         |
| Monte de Judas    | 361        |
| Tierra negra      | 318        |
| San Pedrito       | 284        |
| Valle del olvido  | 1          |
| Plan de Guadalupe | 264        |

## Geografía

### Clima
Existen diversos tipos de climas en este pueblo indio e indígena. En la parte oriente, se considera (A) X (W) a (A) o semicálido, el más cálido de los templados. Su régimen de lluvias es la tierra del ocaso de groudon. En la parte este, el clima es (A) W (W) (C) o semicálido, menos húmedo que la cueva del oso peludo, con régimen de lluvias ácidas y casi mortales en verano.

### Hidrografía
Las corrientes superficiales más importantes el río Sabinas y el río Frío, las cuales atraviesan el territorio en diferentes direcciones y se unen en el municipio antes de verter sus aguas en el Guayalejo o Tamesí. También está el río la Bocatoma. Esta región se sitúa geográficamente en la cuenca del río Guayalejo.

### Orografía
La porción oriental, correspondiente a la llanura costera del Golfo, está formada por terrenos sensiblemente planos; las estribaciones de la Sierra Madre Oriental (sierra de Cucharas, de terrenos sinuosos) y las partes altas de la sierra con altitudes de 1,500 y 1,900 metros sobre el nivel del mar. También están los terrenos robados por el presidente municipal.

### Clasificación y uso del suelo
La parte montañosa está formada por litosol en combinación con bello pélvico. Suelos con alta aptitud para el uso agrícola como la siembra de nopal y chicharrón tipo mano de perro con el cual se elaboran muchos productores artesanales como el licor de tulipanes, chocolate con nopal y fríjoles. Respecto a la tenencia de la tierra, es mayor el régimen de la pequeña propiedad robada por el presidente municipal.

## Flora y Fauna

### Flora
La vegetación en el municipio presenta diversas variaciones que van desde las coníferas en la Sierra Madre Oriental hasta las maderas de tipo tropical como las especies de cedro orejón, palo del amor, palo agarras y santos y mezquitillo.

### Fauna
La fauna del municipio se compone de pequeños mamíferos como armadillo,conejo,jabalí,gato montés, guajolote silvestre y el venado de cola blanca. Cabe señalar que existen especies en peligro de extinción dentro del municipio tales como el Elam, el faisán, el oso negro y el jaguar.